# Fabrizio De André (Antologia blu)
Fabrizio De André  è una compilation di Fabrizio De André, pubblicata nel 1986 dalla Ricordi, conosciuta anche come "antologia blu" per il colore della copertina, oltre che per distinguerlo dai diversi altri album omonimi di De André.

## Contenuti
Il disco contiene diversi materiali usciti fra il 1967 e il 1984. Alcuni dei brani compaiono qui in versione dal vivo, ripresi dalla famosa tournée di De André con la Premiata Forneria Marconi.

## Tracce
1. La canzone di Marinella - 3:15 - Fabrizio De André
2. Andrea - 3:53 - Massimo Bubola/Fabrizio De André
3. La guerra di Piero - 3:31 - Fabrizio De André (live, tratto da Fabrizio De André in concerto - Arrangiamenti PFM)
4. Carlo Martello ritorna dalla battaglia di Poitiers - 5:23 - Fabrizio De André/Paolo Villaggio
5. Bocca di Rosa - 3:05 - Fabrizio De André
6. Il pescatore - 4:08 - Fabrizio De André (live, tratto da Fabrizio De André in concerto - Arrangiamenti PFM)
7. Creuza de mä - 6:04 - Fabrizio De André/Mauro Pagani
8. Fiume Sand Creek - 4:41 - Massimo Bubola/Fabrizio De André
9. Il testamento di Tito - 5:50 - Fabrizio De André
10. Via del Campo - 2:40 - Fabrizio De André (live, tratto da Fabrizio De André in concerto - Arrangiamenti PFM Vol. 2º)
11. Quello che non ho - 5:51 - Massimo Bubola/Fabrizio De André
12. Amico fragile - 9:29 - Fabrizio De André (live, tratto da Fabrizio De André in concerto - Arrangiamenti PFM) (presente soltanto nella versione CD)